# Alpena (Michigan)
Pour les articles homonymes, voir Alpena.
Alpena (en anglais [ælˈpiːnə]) est une cité et le siège du comté d'Alpena, dans l’État du Michigan, aux États-Unis. Sa population s’élevait à 10 197 habitants lors du recensement de 2020.

## Démographie
| Groupe            | Alpena | Michigan | États-Unis |
| ----------------- | ------ | -------- | ---------- |
| Blancs            | 96,8   | 79,0     | 72,4       |
| Métis             | 1,4    | 2,3      | 2,9        |
| Asiatiques        | 0,7    | 2,4      | 4,8        |
| Afro-Américains   | 0,4    | 14,2     | 12,6       |
| Amérindiens       | 0,4    | 0,6      | 0,9        |
| Autres            | 0,2    | 1,5      | 6,4        |
| Total             | 100    | 100      | 100        |
|                   |        |          |            |
| Latino-Américains | 1,0    | 4,4      | 16,7       |

Selon l’American Community Survey, pour la période 2011-2015, 97,24 % de la population âgée de plus de 5 ans déclare parler l'anglais à la maison, 1,02 % déclare parler une langue chinoise, 1,01 % l'espagnol et 0,73 % une autre langue.

## Culture locale et patrimoine

### Lieux et monuments
- Église Saint-Bernard d'Alpena

## Source
- (en) Cet article est partiellement ou en totalité issu de l’article de Wikipédia en anglais intitulé « Alpena, Michigan » (voir la liste des auteurs).

1. ↑  (en) « Census of Population and Housing » [archive du 8 février 2006], sur census.gov, Bureau du recensement des États-Unis (consulté le 19 janvier 2014)
2. ↑  (en) « Alpena, MI Population - Census 2010 and 2000 », sur censusviewer.com.
3. ↑  (en) « Population of Michigan - Census 2010 and 2000 », sur censusviewer.com.
4. ↑  (en) « Language spoken at home by ability to speak English for the population 5 years and over », sur data.census.gov.